# Libro d'Oltramare
Il Libro d'Oltramare è il resoconto del pellegrinaggio di Niccolò da Poggibonsi in Terrasanta avvenuto dal 1345 al 1350.

## Argomento
Il resoconto del suo viaggio nel "Libro d'Oltramare" è assai ricco d'informazioni e dettagli sulle cose viste, le distanze percorse e i pedaggi pagati, le indulgenze legate ai diversi luoghi.
Le descrizioni di edifici e delle città sono spesso straordinariamente dettagliate, cosa non comune nei resoconti di pellegrinaggio a Gerusalemme del tardo Medioevo. Peraltro, era rimasto per quattro mesi al servizio del Santo Sepolcro.
Fra' Niccolò ebbe modo, tra l'altro, di verificare che la casa di Maria non c'era più, forse distrutta dai musulmani che si erano accaniti contro i simboli del Cristianesimo a Nazaret (una precedente testimonianza del 1289 aveva dato conferma dell'integrità della casa): il frate vide solo una grotta contro cui erano appoggiate tre pareti.
Benché la durata di un pellegrinaggio in Terrasanta nel XIV secolo fosse molto variabile, dipendendo da una serie di fattori quali le tempeste in mare e i pericoli del viaggio sulla terraferma, il viaggio di frà Niccolò fu particolarmente lungo. Da una parte, ciò è dovuto al fatto che, invece di accontentarsi di una visita di Gerusalemme e dei dintorni (ad esempio sul Monte Tabor, come era abbastanza comune fare nel tardo medioevo, quando esistevano addirittura dei viaggi organizzati per i pellegrini a partire da Venezia), frà Niccolò volle recarsi anche in Siria e in Egitto. D'altra parte però, anche un pellegrinaggio lungo, che includeva i luoghi dove non esisteva un'infrastruttura apposita per accogliere i pellegrini, non durava di solito cinque anni. La durata eccezionale del viaggio di frà Niccolò è dovuto anche a un soggiorno di parecchi mesi, durante il viaggio d'andata, sull'isola di Cipro, dove lavorò al servizio del re, non avendo i soldi necessari a proseguire verso Gerusalemme.

## Edizioni
- Libro d'oltramare, Bologna: Alberto Bacchi della Lega, 1881. Scelta di curiosità letterarie, 182–183; facs. ed. Bologna: Commissione per i testi di lingua, 1968.
- Libro d'oltramare, 1346–1350. Alberto Bacchi Della Lega, ed., con annotazioni di B. Bagatti. Studium Biblicum Franciscanum, Collectio maior, 2. Jerusalem: Tipografia dei PP. Francescani, 1945.